# صحة إيكولوجية

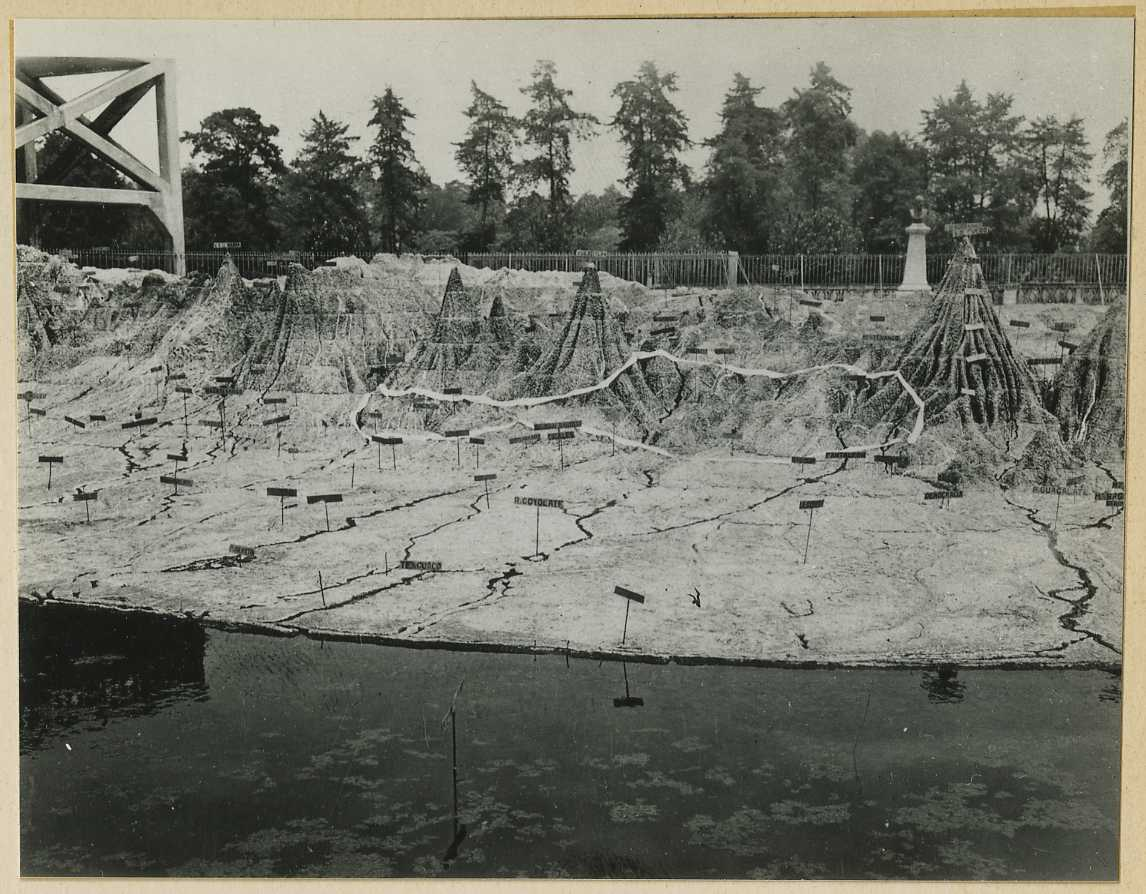

تُعدّ الصحة الإيكولوجية مجالًا ناشئًا للدراسة يبحث في كيفية تأثير التغييرات الحاصلة في نظم الأرض البيئية على صحة الإنسان. تمتلك الصحة الإيكولوجية العديد من الآفاق. يفحص برنامج الصحة الإيكولوجية التغيرات الحيوية والفيزيائية والاجتماعية والاقتصادية الحاصلة في مختلف البيئات، ويربط هذه التغييرات بصحة الإنسان. تُعد الأمثلة على هذه التغييرات وآثارها كثيرة، إذ تشمل الأمثلة الشائعة زيادة معدلات الربو بسبب تلوث الهواء، والتلوث بثنائي الفينيل متعدد الكلور نتيجة ألعاب صيد الأسماك في البحيرات العظمى في الولايات المتحدة، وتجزئة المواطن التي أدت إلى زيادة معدلات الإصابة بداء لايم.
اكتُشف أن أمراض الحدة الجرثومية المعدية الجديدة مثل المتلازمة التنفسية الحادة الوخيمة (فيروس سارس)، وفيروس إيبولا، وعدوى فيروس نيباه (إن آي في)، وإتش 5 إن 1، وفيروسات هانتا، كلها ناجمة عن تغير النظام البيئي الذي خلقه البشر.
يجمع مجال الصحة الإيكولوجية بين الأطباء والأطباء البيطريين وعلماء البيئة والاقتصاديين وعلماء الاجتماع والمخططين الحضريين وغيرهم لدراسة وفهم كيفية تأثير تغييرات النظام البيئي على صحة الإنسان. تسعى الصحة الإيكولوجية جاهدة لتوفير حلول عملية ومبتكرة لتقليل أو عكس الآثار الصحية السلبية الناتجة عن تغير النظام البيئي.

## نبذة تاريخية
ظهرت مناهج النظام البيئي للصحة، أو الصحة الإيكولوجية، بصفتها مجالًا محددًا للبحث والتطبيق في تسعينيات القرن العشرين، بشكل أساسي من خلال البحث العالمي المدعوم من مركز بحوث التنمية الدولية (آي دي آر سي) في أوتاوا في كندا (جان ليبل، 2003). يُمكن إرجاع تشكيل نهج للصحة والبيئة في المجتمعات الغربية إلى أبقراط، وإلى عصور سابقة في المجتمعات الشرقية. كان هذا النهج بارزًا بين العديد من العلماء في القرنين الثامن عشر والتاسع عشر، لكنه قوبل بعدم الرضا في القرن العشرين، عندما افتُرض أن الاحتراف التقني والخبرة الفنية كافيين للتعامل مع الصحة والمرض. خُصص تقييم تأثيرات التغير البيئي السلبية على صحة الإنسان (البيئة الطبيعية وبناؤها) في هذه الحقبة الوجيزة نسبيًا في مجالي الطب والصحة الإيكولوجية. يُعتبر الطب الشامل (ون ميديسن)، بالطريقة التي أيدها العلماء والممارسون مثل كالفين شوابي، نشاطًا هامشيًا إلى حد كبير.
ظهرت النُهج المتكاملة للصحة والبيئة في تسعينيات القرن العشرين، وتضمنت الصحة الشاملة (ون هيلث)، والطب المُحافظ على البيئة، والمرونة البيئية، والسلامة البيئية، وصحة المجتمع، ومجموعة متنوعة من المناهج الأخرى. كانت هذه الحركات الجديدة قادرة على الاعتماد على تقاليد تمتد من أبقراط، إلى رودولف فيرشو ولويس باستور، الذين لم يتعرفوا على الحدود بين الطب البشري والبيطري، والتغير البيئي والاجتماعي؛ إلى ويليام أوسلر، الذي كان عضوًا في كل من كلية طب ماكغيل وكلية مونتريال البيطرية؛ وكالفن شوابي، مؤلف الكتاب الكلاسيكي في هذا المجال الطب البيطري وصحة الإنسان عام 1984؛ وجيمس ستيل، الذي أسس أول وحدة للصحة العامة البيطرية في الولايات المتحدة.
تُعد نُهج الصحة الإيكولوجية بالطريقة التي تُمارس فيها حاليًا نُهجًا قائمة على المشاركة لفهم وتعزيز الصحة والرفاهية في سياق التفاعلات الاجتماعية والبيئية. ما يميز هذه المناهج عن المحاولات التكاملية السابقة هو أساس راسخ في نظريات التعقيد والعلوم فوق العادية (بّي إن إس) (والتنر توز، 2004؛ والتنر توز وآخرون، 2008). يُعد المركز الدولي لبحوث التنمية في أوتاوا الممول الأساسي والمروج للصحة الإيكولوجية بشكل خاص في جميع أنحاء العالم، بالرغم من تعزيز العديد من المنظمات للنهج التكاملية مثل الصحة الشاملة (ون هيلث).
عُقد أول منتدى «نهج النظام البيئي لصحة الإنسان» (الصحة الإيكولوجية) في مونتريال في عام 2003، بعد مرور عقد من إجراء المؤتمرات الدولية في أمريكا الشمالية وأستراليا تحت مظلة «صحة النظام البيئي» الأكثر إثارة للجدل، بل وتلته مؤتمرات ومنتديات في ولاية ويسكونسن، والولايات المتحدة، وميريدا، والمكسيك، وتم كل ذلك بدعم كبير من مركز بحوث التنمية الدولية. وأسست الرابطة الدولية للبيئة والصحة، ومجلة الصحة الإيكولوجية منذ ذلك الحين هذا المجال بمثابة نشاط تنموي وأكاديمي بشكل شرعي.

## الاختلافات
تختلف دراسات الصحة الإيكولوجية عن دراسات الاختصاصات التقليدية. قد تظهر دراسة وبائية تقليدية ارتفاع معدلات الإصابة بالملاريا في منطقة ما، ولكنها لا تتناول كيف أو لماذا يتزايد هذا المعدل. قد توصي دراسة الصحة الإيكولوجية برش مبيدات الآفات بكميات معينة في مناطق معينة لتقليل الانتشار، وقد يحسب التحليل الاقتصادي التكلفة والفعالية لكل دولار يُنفق على مثل هذا البرنامج، بينما تستخدم دراسة الصحة الإيكولوجية نهجًا مختلفًا يجمع بين الاختصاصات المتخصصة والمتعددة مع أعضاء المجتمع المتأثر قبل بدء الدراسة. تتشارك المجموعة من خلال اجتماعات ما قبل الدراسة المعرفة وتبني لغة مشتركة، وغالبًا ما تؤدي اجتماعات ما قبل الدراسة هذه إلى نشوء مناهج مبتكرة وجديدة ويمكن أن تؤدي إلى الوصول إلى حل «متين اجتماعيًا». يُطلق ممارسو الصحة الإيكولوجية على هذا التآزر عبر التخصصات مصطلح العبرمناهجية، ويميزونه عن الدراسات متعددة التخصصات. تقدر دراسات الصحة الإيكولوجية أيضًا مشاركة جميع المجموعات المعنية، بما في ذلك صناع القرار وتعتقد أن قضايا الإنصاف (بين الجنسين، والطبقات الاجتماعية والاقتصادية، والعمر وحتى الأنواع) قضايا مهمة لفهم المشكلة التي ستجري دراستها بشكل كامل. صاغ جان ليبل في عام (2003) الركائز الثلاثة للصحة البيئية متمثلةً في العبرمناهجية والمشاركة والإنصاف. يتحدث المركز الدولي للأبحاث التنموية الآن عن ستة مبادئ، بدلاً من ثلاث ركائز، وهي العبرمناهجية، والمشاركة، والمساواة بين الجنسين، والعدالة الاجتماعية، والتفكير المنهجي، والاستدامة والبحث من أجل العمل (شارون، 2011).